# ایسوکو-کو، یوکوهاما
ایسوکو-کو (به لاتین: Isogo-ku) یک منطقهٔ مسکونی در ژاپن است که در یوکوهاما واقع شده‌است. ایسوکو-کو ۱۹٫۱۷ کیلومتر مربع مساحت و ۱۶۳٬۴۰۶ نفر جمعیت دارد.